# Cristina do Rego

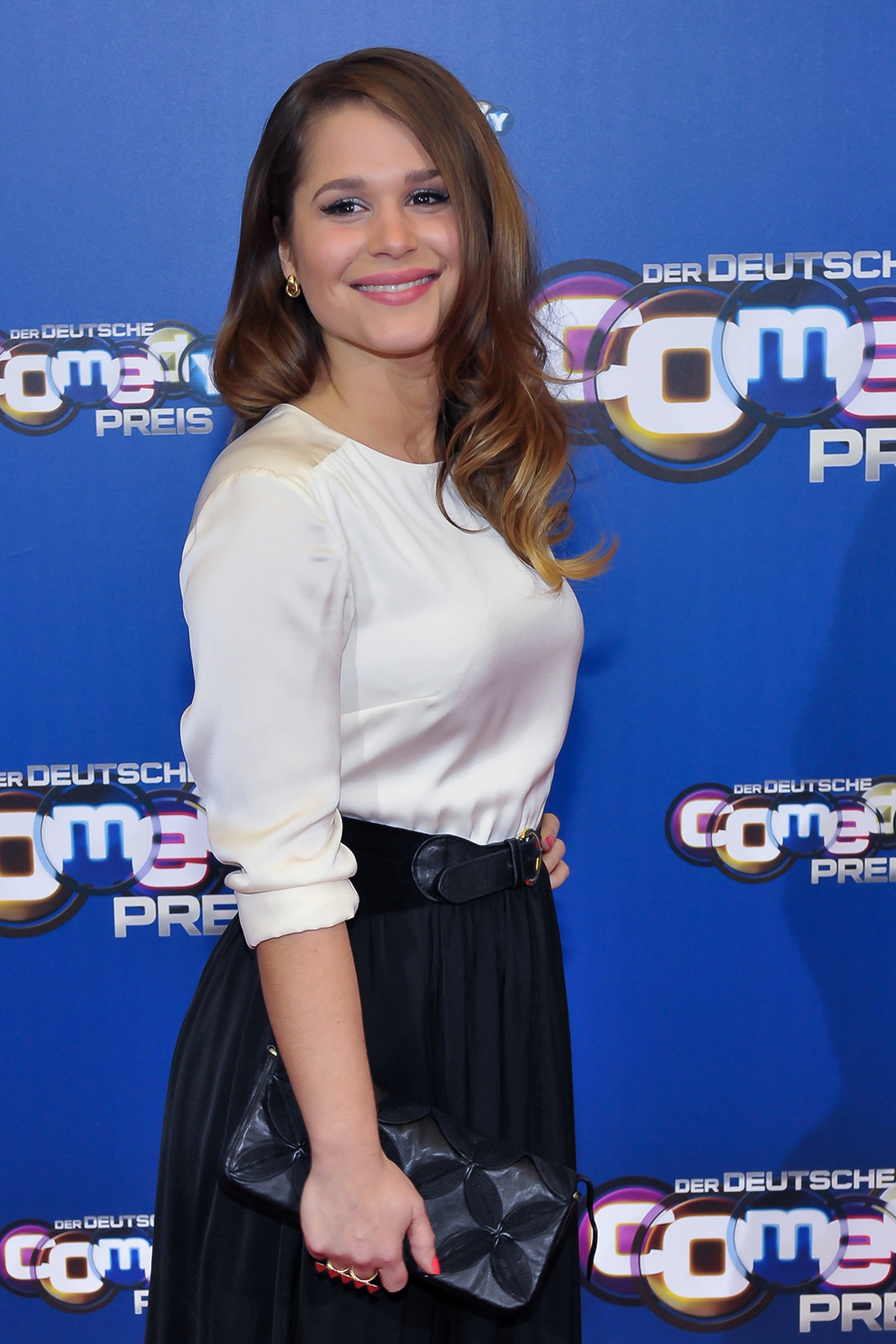
Cristina do Rego auf dem Deutschen Comedypreis 2013

Cristina do Rego (anhörenⓘ, * 26. April 1986 in Anchieta, Espírito Santo) ist eine deutsch-brasilianische Schauspielerin.

## Leben und Karriere
Do Rego wurde als erste Tochter einer deutschen Krankenschwester und eines brasilianischen Schauspielers in der Gemeinde Anchieta nahe der Küstenstadt Guarapari im brasilianischen Bundesstaat Espírito Santo geboren. Noch bevor die Familie im Jahr 1993 nach Deutschland zog, hatte sie bereits an der Seite ihres Vaters Bühnenerfahrung sammeln können. 2005 bis 2006 lebte sie mit ihrer Familie im westfälischen Büren und besuchte das Gymnasium Antonianum im nahe gelegenen Geseke, wo sie auch ihr Abitur machte. Parallel wirkte sie in Köln in der Fernsehserie Pastewka mit. Nach ihrem Schulabschluss zog sie wegen der fortgesetzten Dreharbeiten nach Köln, während ihres Engagements bei Türkisch für Anfänger lebte sie in Berlin.
Ihr künstlerischer Weg in Deutschland hatte mit der Mini Playback Show in den 90er-Jahren begonnen. Auftritte mit Jazz-, Hip-Hop- und Showtanzgruppen folgten, bis sie im Jahr 2000 von der Kölner Agentur Schwarz entdeckt wurde. Sie spielte unter anderem in Besser als Schule, Stromberg, Die Sitte, Rick und Olli mit und bekam 2006 als Ensemblemitglied für die Rolle als Kim in Pastewka den Deutschen Comedypreis sowie den Deutschen Fernsehpreis.
In dem Kinofilm Die Welle spielte sie die Rolle der Lisa. Im Sommer 2008 stand sie für die Serie Türkisch für Anfänger vor der Kamera, in der sie Katharina Kuhn (beste Freundin der Hauptfigur Lena Schneider) verkörperte. Von 2009 bis 2011 spielte sie in Doctor’s Diary die Rolle der Schwester Ingeborg.
Von 2017 bis 2019 spielte Cristina do Rego in der im ZDF ausgestrahlten Serie Frühling die portugiesische Tierärztin Filippa Furtado.
Zusammen mit ihren Schauspielkolleginnen und Freundinnen Jasna Fritzi Bauer und Anna Maria Mühe betrieb sie von Ende 2020 bis Juni 2022 den Podcast Unter Dry zum Thema Schauspielerei.
Im April 2022 erzählte sie in dem Podcast Böttinger. Wohnung 17 in einem Gespräch mit Bettina Böttinger, dass sie queer sei.
Cristina do Rego hat mehrere Schwestern und besucht regelmäßig ihre Familie in Brasilien.

## Filmografie (Auswahl)
- 2003: Besser als Schule
- 2004: Stromberg (Fernsehserie, Folge Die gute Tat)
- 2005–2020: Pastewka (Fernsehserie, 49 Folgen)
- 2006: Die Sitte (Fernsehserie, Folge In flagranti)
- 2007: Kinder, Kinder (Comedyserie, 2 Folgen)
- 2008: Die Welle (Kino)
- 2008: Türkisch für Anfänger (Fernsehserie, 16 Folgen)
- 2009–2011: Doctor’s Diary (Fernsehserie, 5 Folgen)
- 2009: Die Märchenstunde (Fernsehreihe, Folge: Ali-Baba und die 40 Räuber)
- 2009–2022: Schnitzel (Fernsehreihe)
  - 2009: Ein Schnitzel für drei
  - 2013: Ein Schnitzel für alle
  - 2017: Schnitzel geht immer
  - 2019: Schnitzel de Luxe
  - 2022: Das Weihnachtsschnitzel
- 2010: Tiere bis unters Dach (Fernsehserie, Folge: Poltergeist)
- 2010: Wir sind die Nacht
- 2011: Stadt Land Fluss
- 2011: SOKO Wismar (Fernsehserie, Folge Ausgeschraubt)
- 2011: Heiter bis tödlich: Henker & Richter (Fernsehserie, 16 Folgen)
- 2012: Katie Fforde: Ein Teil von dir (Fernsehreihe)
- 2014: Heldt (Fernsehserie, Folge Clowns)
- 2014: Tape 13
- 2015: Unter Gaunern (Fernsehserie, 8 Folgen)
- 2016: Morpheus
- 2016: In aller Freundschaft – Die jungen Ärzte (Fernsehserie, Folge Heimkehrer)
- 2016: Der Staatsanwalt (Fernsehserie, Folge Mord nach Mitternacht)
- 2016: Bettys Diagnose (Fernsehserie, Folge Glücklos)
- 2016: Letzte Spur Berlin (Fernsehserie, Folge Klickzahlen)
- 2016: Vor der Morgenröte
- 2016: Nachtschicht – Ladies First (Fernsehreihe)
- 2016: Club der roten Bänder (Fernsehserie, Folge Vertrauen)
- 2016: Notruf Hafenkante (Fernsehserie, Folge Enkeltrick)
- 2017: SOKO Köln (Fernsehserie, Folge Schmuzige Wäsche)
- 2017: Rockstars zähmt man nicht
- 2017: Heldt (Fernsehserie, Folge Die Dinos sind los)
- 2017–2019: Frühling (Fernsehreihe)
  - 2017: Zu früh geträumt
  - 2017: Nichts gegen Papa
  - 2018: Mehr als Freunde
  - 2018: Gute Väter, schlechte Väter
  - 2018: Wenn Kraniche fliegen
  - 2018: Am Ende des Sommers
  - 2019: Familie auf Probe
  - 2019: Lieb mich, wenn du kannst
  - 2019: Das verlorene Mädchen
  - 2019: Sand unter den Füßen
- 2018: Arthurs Gesetz (Fernsehserie, 6 Folgen)
- 2019: Ohne Schnitzel geht es nicht  (Fernsehserie, Folge Schnitzel Hausfrauenart)
- 2019: Wenn’s um Liebe geht (Fernsehfilm)
- 2019–2020: Sesamstraße (Fernsehserie)
- 2020: Nightlife
- 2020: Werkstatthelden mit Herz (Fernsehfilm)
- 2020–2022: Saubere Sache (Miniserie, 8 Folgen)
- 2020: Lucie. Läuft doch! (Fernsehserie, 8 Folgen)
- 2020: ÜberWeihnachten (Miniserie, 3 Folgen)
- 2021: Sankt Maik (Fernsehserie, 1 Folge)
- 2023: Trauzeugen
- 2024: Überväter
- 2025: Ghosts (Fernsehserie)